# Sphères de grès de Saint-André-de-Rosans

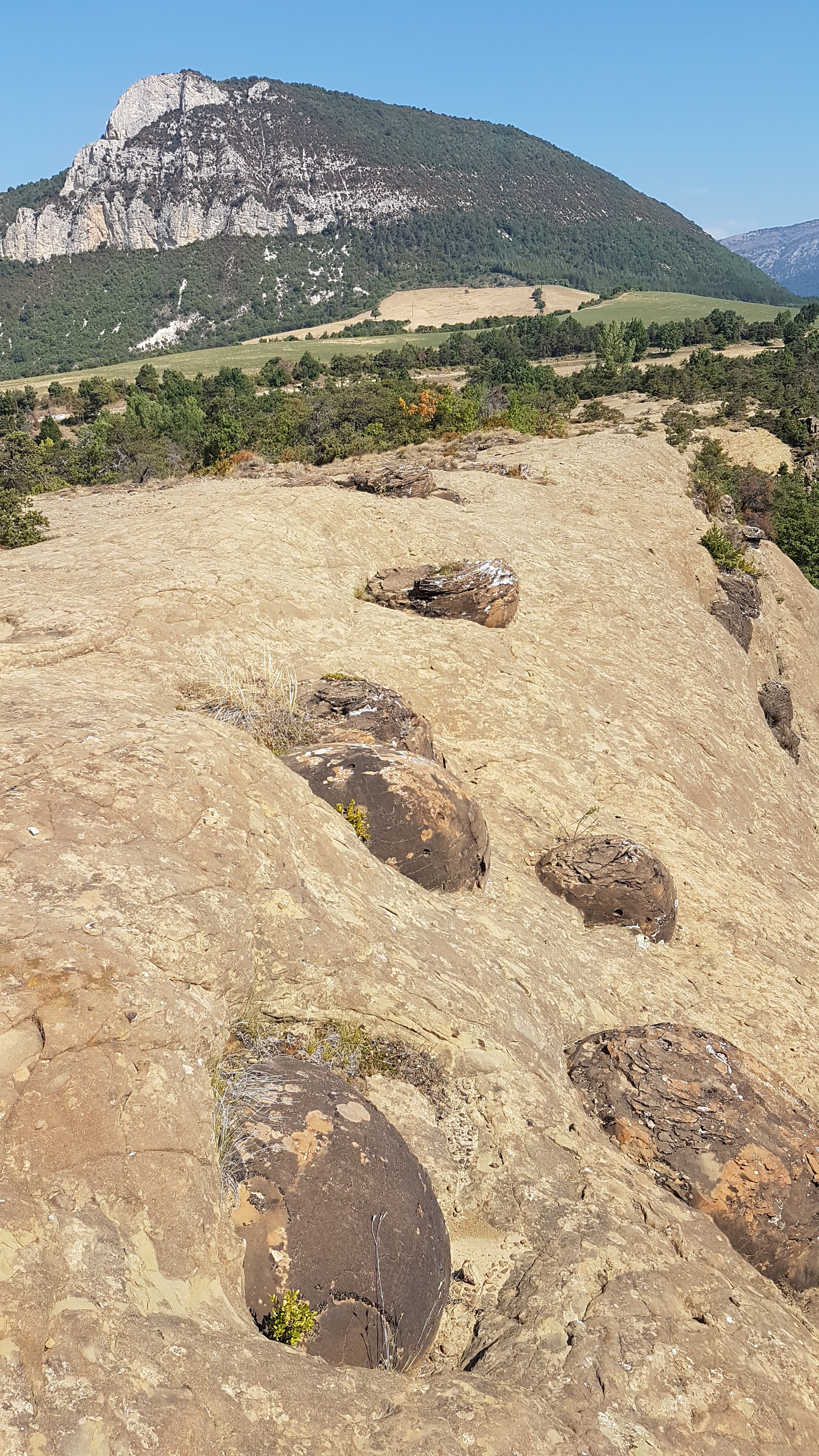
Sphères de grès de Saint-André-de-Rosans avec le sommet du Risou en arrière-plan.

Les Sphères de grès de Saint-André-de-Rosans, ou « Boules de Rosans », sont une curiosité géologique spectaculaire : des centaines de boules de grès, de plusieurs dizaines de centimètres à deux mètres de diamètre, appelées improprement « œufs de dinosaures », émergent du plateau sédimentaire érodé de grès vert albien du Serre d'Autruy, au-dessus du village de Saint-André-de-Rosans, dans les Hautes-Alpes.
Elles sont observables en se promenant dans les collines au Nord-Est de Saint-André-de-Rosans, en particulier le long de la D425 en direction du col de Palluel et sur les hauteurs du Serre d'Autruy,. Le site est indiqué sur la carte IGN par l'inscription «Boules de grès». Se situant sur un terrain privé, la promenade est néanmoins tolérée dans le respect des lieux.
Ces boules sont parfois utilisées comme éléments décoratifs dans les jardins et l'une d'elles a été placée sur la place du village qui abrite la Mairie, le monument aux morts et la petite auberge de Saint-André-de-Rosans.

## Description
Les « Boules de Rosans » émergent d'une gangue sédimentaire de grès verdâtre glauconieux, d'âge albien (110 Ma, sommet du Crétacé inférieur). Ces concrétions, de taille métrique, sont de formes sphériques ou ovoïdes ; leur teinte verte indiquant la présence de glauconie. Certaines présentent une altération dite «desquamation concentrique», en pelures d'oignon, due aux agressions climatiques (gel), qui semble corroborer une théorie de leur formation par couches concentriques, de l'intérieur vers l'extérieur, autour d'un nucleus, avec des différences de dureté du grès allant du centre vers la périphérie.
Les boules et le dépôt sédimentaire plus érodable les englobant, reposant sur des marnes gris-bleu (dépôt de vases et de boues fines), sont composés du même grès glauconieux.

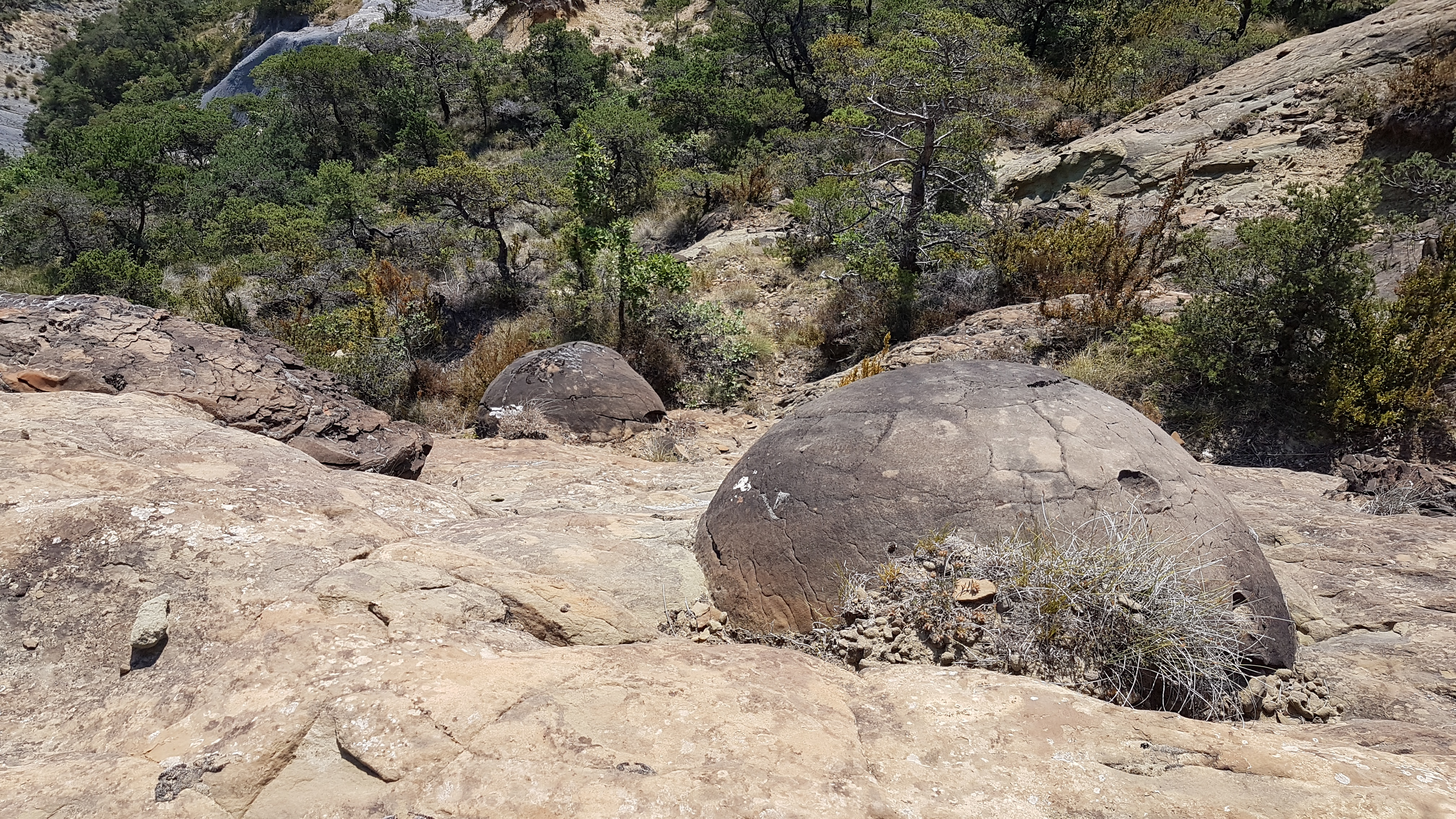
Sphères de grès de Saint-André-de-Rosans

## Formation
Bien avant la surrection des Alpes, la région était immergée sous les eaux d'un ancien océan et se trouvait sur les pentes d’une fosse sous-marine, appelée «fosse vocontienne»,. Selon G. Friès et O. Parize, une avalanche sableuse, ayant rempli les chenaux creusés dans les marnes sous-jacentes sur près de 50 kilomètres de long, est à l’origine des grès de Saint-André-de-Rosans. Selon ces mêmes auteurs, les grès résultant de la lithification de cette avalanche sableuse sont constitués de grains de quartz, de glauconie (qui donne cette couleur verdâtre aux grès) et de débris siliceux et carbonatés (coquilles).
Maurice Gidon, ancien professeur de géologie à l'Université scientifique et médicale de Grenoble, explique ainsi le processus de formation des «Boules de Rosans» :

« La localité de Saint-André-de-Rosans se signale en outre par une curiosité sédimentologique qui est connue sous le nom de «Boules de Rosans». Il s'agit de sphéroïdes de taille métrique et de nature gréseuse que l'érosion a par places dégagés de leurs gangue. Ils sont simplement mieux cimentés que le reste du grès, apparemment plus tendre ou plus altérable, formant le banc qui les héberge.
Le processus précis de formation de ces boules est - à ma connaissance - énigmatique. Mais il consiste sans doute, comme pour les «miches» que l'on trouve par exemple dans les marnes des Terres Noires, dans le fait que la cimentation (qui a ici transformé le sable en grès) a dû progresser de l'intérieur vers l'extérieur à partir d'un germe central (dans les miches il s'agit assez souvent d'une coquille d'ammonite). »

Selon G. Friès et O. Parize, dont la théorie est relayée par la géomorphologue Irna Osmanovic, les boules ont une origine diagénétique : leur formation s’est faite après le dépôt des sables, mais avant lithification complète. Durant cette longue période, sous l’effet de la pression et de la chaleur croissantes dues à leur enfouissement, les sables ont subi compaction et cimentation qui les transforment en grès. Dans le même temps, il se produit de nombreux phénomènes de transfert de matières et de cristallisation à l’intérieur du sédiment en voie de lithification. La cristallisation est favorisée par l’existence préalable d’un nucleus, ou «germe», débris de calcaire ou coquille par exemple (ici, des galets sont observables dans les boules brisées), qui va « attirer » la cristallisation des carbonates. Le sédiment de Rosans étant relativement homogène, la croissance de la boule par cristallisations successives à partir de ce germe s'est faite de manière égale dans toutes les directions, leur donnant ces formes régulières. Ce mode de croissance explique la structure en couches concentriques des boules. La cimentation cesse lorsque le stock de carbonates en solution apporté par l’eau de mer circulant au sein de la masse sableuse est épuisé.

## Dans le monde
Ces concrétions diagénétiques gréseuses se retrouvent à d'autres endroits du globe, sur tous les continents, notamment en Bosnie, au Mexique, au Costa Rica, en Australie, en Nouvelle-Zélande, en Chine, en Russie, en Afrique du Sud, en Antarctique, et aussi en France dans le Jabron, à Bourdeaux, Arnayon, La Charce, Bevons, Châteauneuf-de-Bordette, Condorcet.
Peu sont aussi spectaculaires que celles de Saint-André-de-Rosans.